# Julius Hanemann

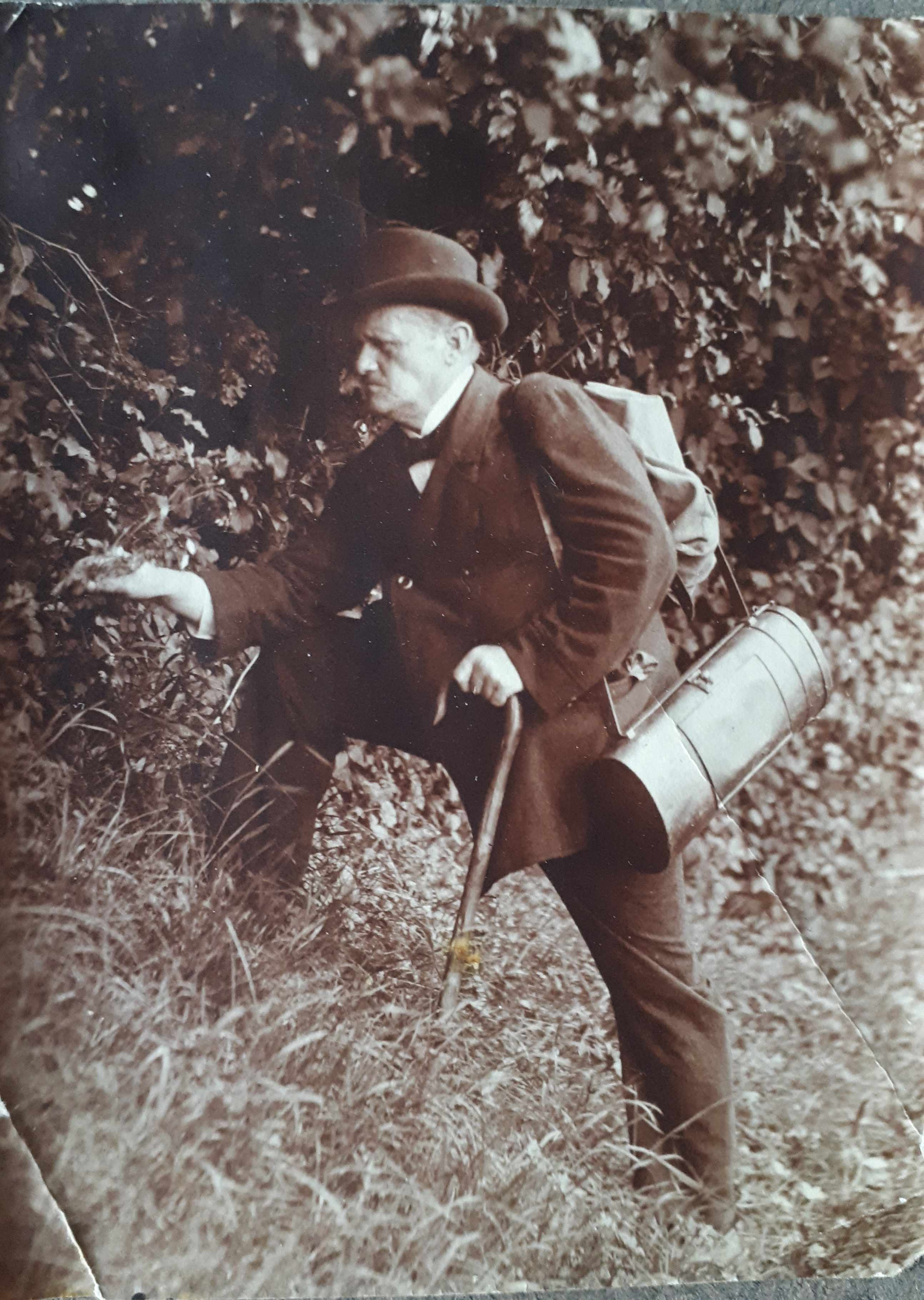
Julius Hanemann mit Botanisiertrommel, um 1921

Julius Adolf Wilhelm Hanemann (* 14. September 1858 in Ezelheim; † 1. November 1939 in Neustadt/Aisch) war ein deutscher Pfarrer und Botaniker.

## Leben
Überall dort, wo er als Pfarrer eingesetzt wurde, war er zugleich als Botaniker unterwegs. Seine Forschungen zur Pflanzenwelt des bayerischen und württembergischen Frankenlandes wurden in verschiedenen wissenschaftlichen Artikeln publiziert.
Sein Vater Wilhelm Hanemann (Johann Paul Friedrich Wilhelm) war 1857 bis 1866 Pfarrer in Ezelheim, seine Mutter Mathilde Schwarz (* 1861) war eine Pfarrerstochter aus Schwabach. Vom umfangreichen Herbar, das Julius Hanemann angelegt hatte, befinden sich Teile im Herbarium der Naturhistorischen Gesellschaft Nürnberg (NHG). Eine handschriftliche Kartei Hanemanns zur Flora Frankens befindet sich im Botanischen Institut der Universität Würzburg. Eine Erwähnung findet Hanemann in einem Artikel zur Flora Oberfrankens.

## Pfarrstellen (chronologisch)
(Quellen: )
- 1881–1883 Pfarrverweser in Hasloch am Main und tlw. von Michelrieth (Marktheidenfeld);
- ab 1.11.1883 Pfarrverweser in Sulzdorf an der Lederhecke (Königshofen im Grabfeld);
- ab 15.11.1884 Vikar in Filke (Mellrichstadt);
- 1885–1887 Spielberg bei Selb (1886 Verweser in Schönwald);
- 1887–1895 Presseck bei Kulmbach;
- 1895–1908 Lonnerstadt bei Höchstadt an der Aisch;
- 1908–1926 Leuzenbronn bei Rothenburg ob der Tauber;
- ab 1.11.1926 bis 1939 lebte er im Emeritenheim in Neustadt/Aisch, wo er verstarb.[4][5]

## Botanische Schriften (Auswahl)
- Die Flora des Frankenwaldes, besonders in ihrem Verhältnis zur Fichtelgebirgsflora. - Dt. Bot. Monatsschr. 16 (1898): 48–50, 59–61; 17 (1899): 60–63, 87–89, 97–99, 157–161; 18(1900): 24–26, 55–57
- Neue Standorte von Pflanzen. – Mitteilungen der Bayerischen Botanischen Gesellschaft zur Erforschung der heimischen Flora – 1/1902: 242.
- Zur Flora des Aischgebietes. – Mitteilungen der Bayerischen Botanischen Gesellschaft zur Erforschung der heimischen Flora – 2/1907: 14–19.
- Nachtrag zu der 1911 als Anhang zum Führer durch Rothenburg o. Tbr. erschienenen kurzen Abhandlung über die Flora der Umgebung Rothenburgs in dem Vollmannschen Werke „Flora von Bayern“ mit Nm, Nk (u. Nkg) bezeichneten Gebieten. – Mitteilungen der Bayerischen Botanischen Gesellschaft zur Erforschung der heimischen Flora – 3/1921: 531–535.
- Einführung in die Pflanzenwelt des Rothenburger Gebietes. - Fränkische Heimat (Nürnberg) 4/1925: 173–175.
- Die Hygrophyten des zum schwäbisch-fränkischen Hügellande gehörigen Keupergebietes östlich vom Neckar und der fränkischen Platte. – Jahreshefte des Vereins für vaterländische Naturkunde in Württemberg – 80/1924: 30–47.
- Ergebnisse der floristischen Durchforschung des östlichen und nordöstlichen Teils von Württemberg. Teil I. Die fränkische Platte mit dem zum Neckarland gehörigen Jagst- und Kochergebiet und der Taubergrund. – Jahreshefte des Vereins für vaterländische Naturkunde in Württemberg – 83/1927: 23–46.
- Nachtrag zu ... „Die Hygrophyten des zum schwäbisch-fränkischen Hügellande gehörigen Keupergebietes östlich vom Neckar und der fränkischen Platte“. – Jahreshefte des Vereins für vaterländische Naturkunde in Württemberg – 83/1927: 46–48.
- Ergebnisse der floristischen Durchforschung des östlichen und nordöstlichen Teils von Württemberg. Teil II. Die Keuperhöhenzüge. – Jahreshefte des Vereins für vaterländische Naturkunde in Württemberg – 85/1929: 62–109.
- Die Flora der näheren und weiteren Umgebung von Neustadt a.d. Aisch, Neustadt a.d.Aisch, 1929. 109 S.
- Ein Streifzug durchs Ansbacher Land. X. Burgbernheim. - Fränkische Monatshefte 9/1930: 142–143.
- Die Flora der Frankenhöhe. Eine botanische Wanderung von Rothenburg o. T. nach Schillingsfürst. - Fränkische Monatshefte 10/1931: 76–78.
- Ein botanischer Ausflug im Frankenwald. - Fränkische Heimat (Nürnberg) 12/1933: 150–154.
- Die Flora der näheren und weiteren Umgebung von Neustadt a.d. Aisch, Neustadt a.d.Aisch, Fortsetzungen und Nachträge, 1934. 72 S.
- Die Flora der näheren und weiteren Umgebung Rothenburgs ob der Tauber, Rothenburg ob der Tauber 1938. 92 S.